# Принцесса Эрендира
Принцесса Эре́ндира (Eréndira; примерно 1503—1519) — дочь правителя царства Пурепеча (тарасков) на территории современной Мексики. После прихода испанцев (в это время ей было около 16 лет) её отец, Тангахуан II, капитулировал перед ними, узнав о падении могущественной Ацтекской империи (хотя за несколько лет до того сами пурепеча успешно противостояли ацтекам и даже нанесли им ряд поражений).

## История
История об Эрендире полна легендарных деталей и, возможно, не вполне достоверна. Рассказ о ней впервые появился в книге мексиканского политика и писателя Эдуардо Руиса Альвареса «Michoacán, Paisajes, Tradiciones y Leyendas» в 1891 году и предположительно основан на мичоаканской традиции. Согласно традиции, она возглавила восстание против испанцев. Укрепившись на холме, она устроила нападение на испанцев, убила испанского всадника и научила остальных индейцев пурепеча ездить на лошадях. Во время одной из битв испанцы обнаружили её отца спящим, и убили его. После этого, по легенде, пурепеча стали терпеть поражения.
Существуют разные версии её гибели: либо она утопилась, не желая сдаваться, либо убила себя, влюбившись в испанского монаха, либо похищена и спрятана своими людьми в тайном храме.
Популяризации истории Эрендиры способствовал губернатор штата Мичоакан Ласаро Карденас, будущий президент Мексики. Среди прочего, он построил посвящённый ей дом в Пацкуаро и заказал художнику Фермину Ревуэльтасу муралы со сценами из истории пурепеча, включая их сопротивление конкистадорам. Эрендира стала символом борьбы коренных народов с завоевателями.
По мотивам данной легенды в 2006 году был снят фильм «Эрендира неукротимая» (Erendira ikikunari, 2006).